# Janžev Vrh
Janžev Vrh – wieś w Słowenii, w gminie Radenci. W 2018 roku liczyła 262 mieszkańców.